# 斯蒂格赫布雷峰
61°34′03″N 8°33′22″E / 61.5675°N 8.5560°E
斯蒂格赫布雷峰是挪威的山峰，位於該國東南部內陸郡，處於沃戈，距離首都奧斯陸220公里，屬於尤通黑門山脈的一部分，海拔高度1,920米，受凍原氣候影響。